# Ateliotum arabicum
Ateliotum arabicum är en fjärilsart som beskrevs av Petersen 1961. Ateliotum arabicum ingår i släktet Ateliotum och familjen äkta malar. Inga underarter finns listade i Catalogue of Life.